# Europsko prvenstvo u košarci – Njemačka 1971.
Europsko prvenstvo u košarci 1971. godine održalo se u Njemačkoj od 10. do 19. rujna 1971. godine.
Hrvatski igrači koji su igrali za reprezentaciju Jugoslavije: Krešimir Ćosić, Nikola Plećaš, Vinko Jelovac i Davor Rukavina.